# 加茂市

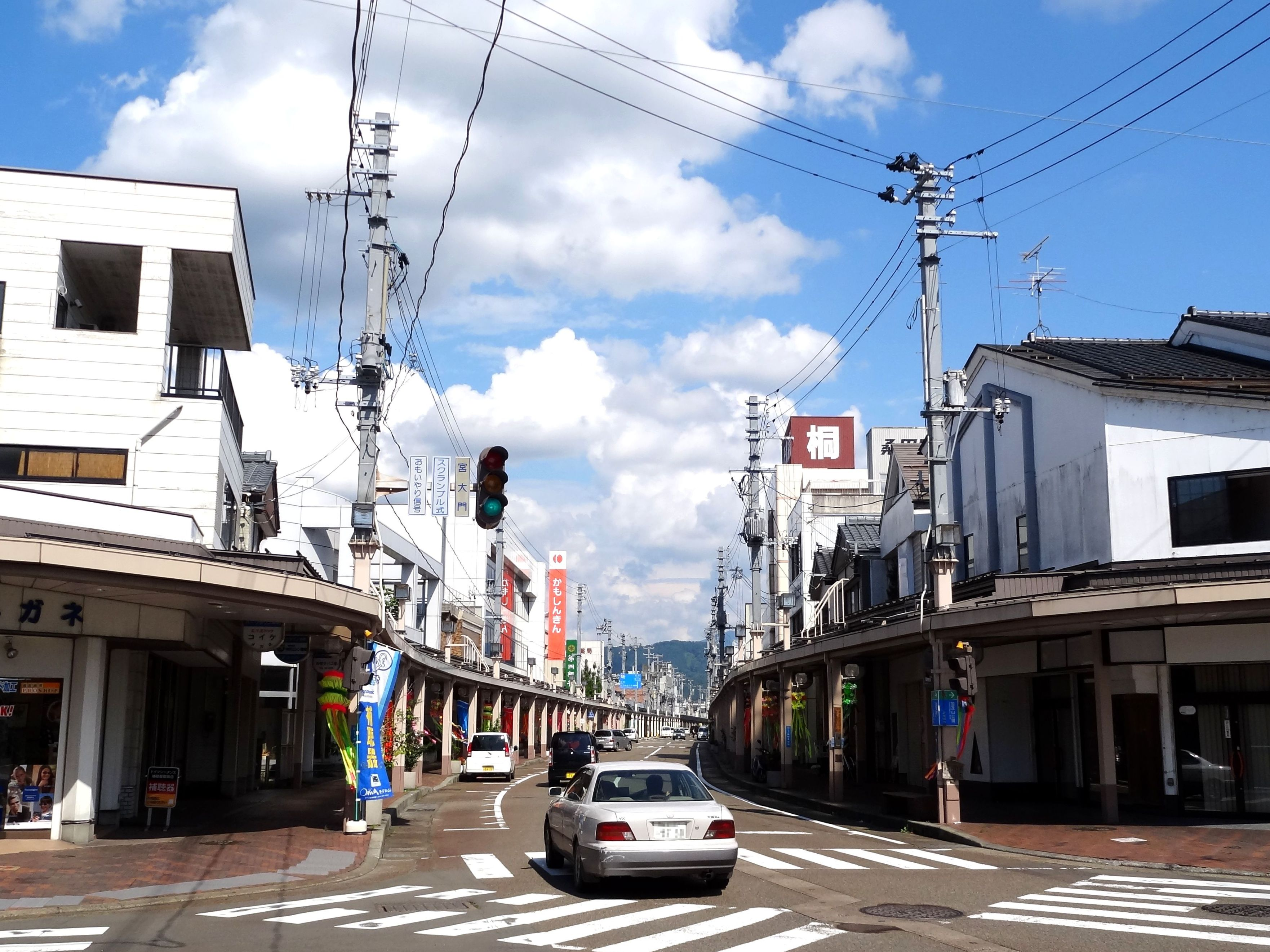
加茂市中心部（ながいきストリート）

加茂市（かもし）は、新潟県の中央部に位置する市。中越地方に属しており東西に細長い市域である。
市街地は三方を山に囲まれ、加茂川が貫流している。都市の起源は平安時代に遡り、青海神社の鳥居前町として栄えたのが始まりである。古くから京都との関わりがあった事や中心街の落ち着いた町並みから「北越の小京都」「越後の小京都」とも呼ばれる。

## 地理

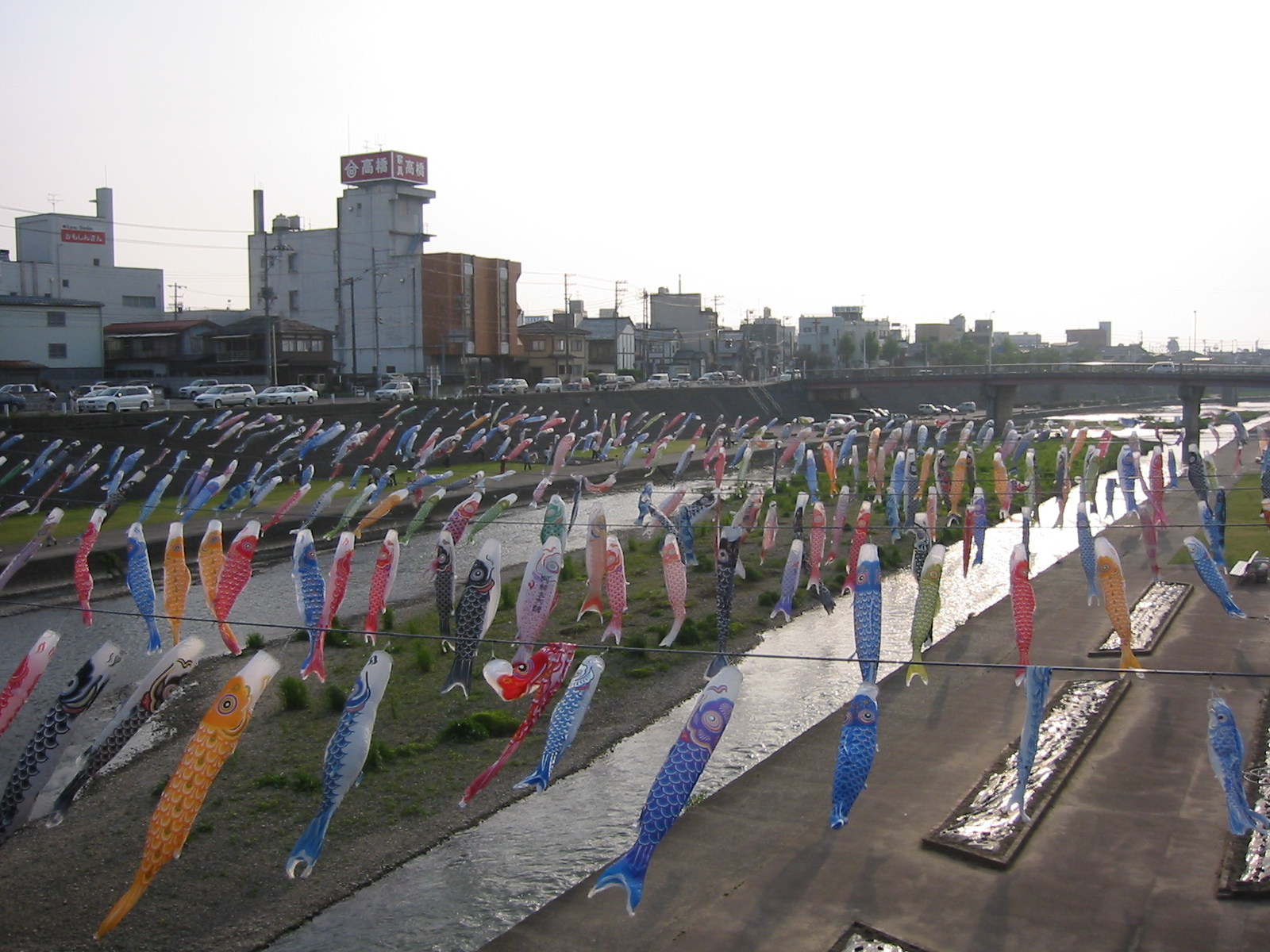
加茂川（2003年5月5日撮影）

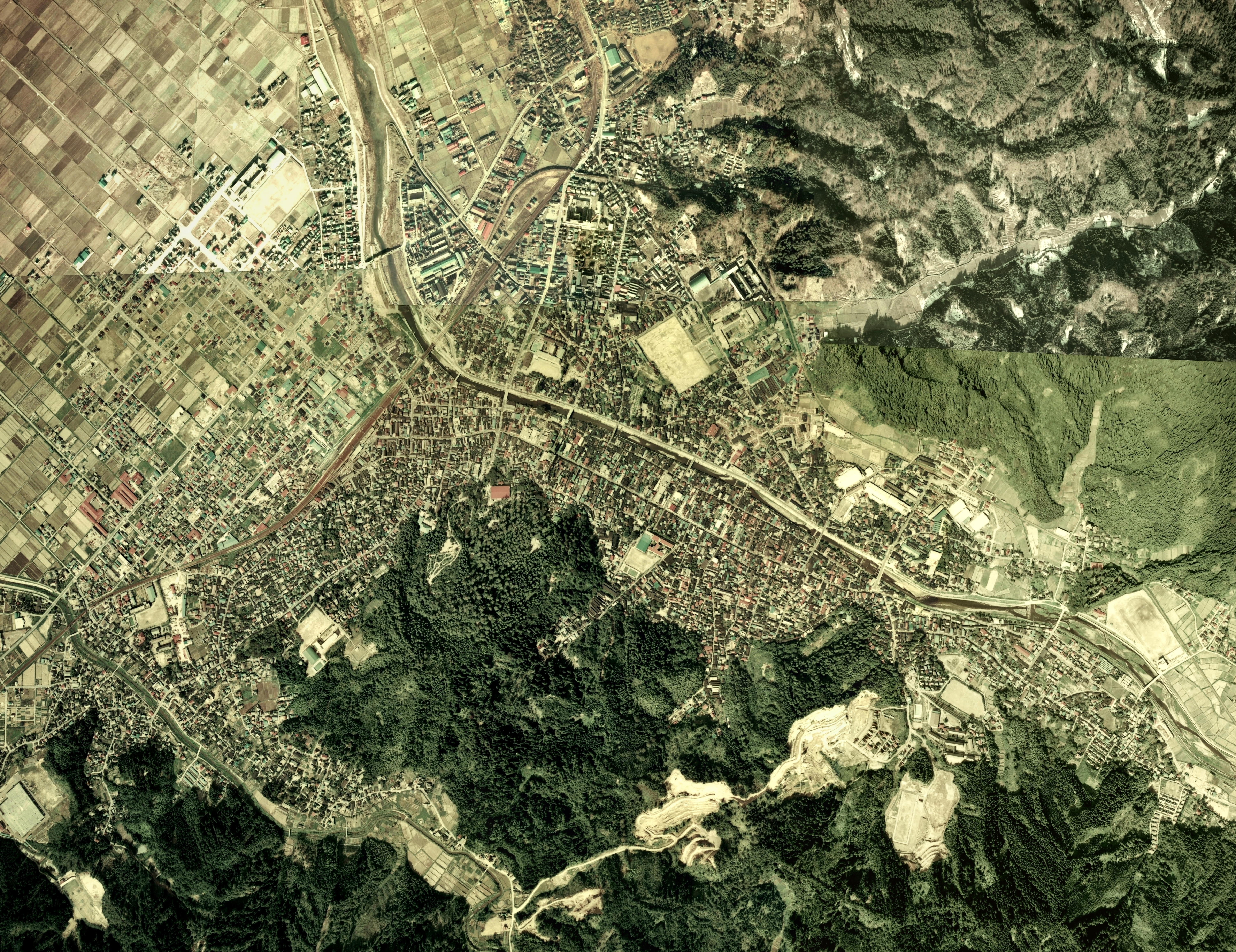
加茂市中心部周辺の空中写真。
1975年撮影の8枚を合成作成。。

市域は東西に細長く、市西部は越後平野、東部は新津丘陵に属する山地である。東端には日本三百名山・粟ヶ岳（標高1292 m）がそびえている。標高は低めだが登山口の標高は200m程度のため、標高の割に急勾配である。
市街地の中心部を加茂川が縦貫し、市西部で信濃川に合流する。市街地に隣接した加茂山は、県の木にもなっている雪椿の群生地である。
加茂川は、かつて川幅が狭かったが、昭和40年代の度重なる水害を機に河川敷が拡張・整備され、市民の憩いの場となった。川には多くの橋が数百m間隔で架けられており、8月14日には橋同士を結んだ全長2kmのナイアガラ花火が催される。

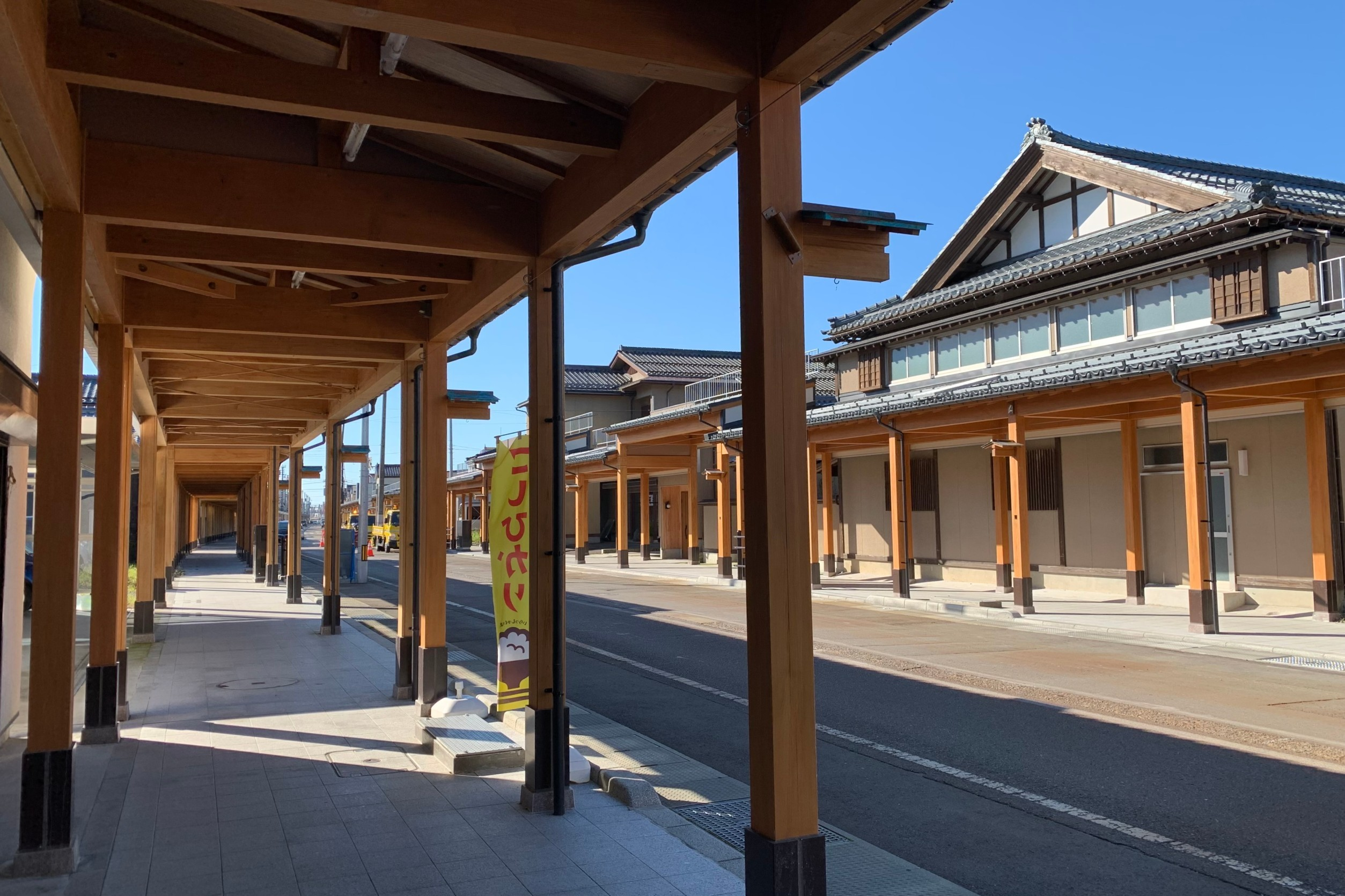
加茂新町雁木通り商店街。旧来の狭い雁木通りを拡幅して新しい雁木風アーケードが整備された（2021年9月）

加茂駅から東側に細長くのびる旧市街には1 km以上にわたって歩道部にアーケードが架かる商店街が続き、「ながいきストリート」の愛称がついている（詳細は加茂駅 (新潟県)#駅周辺も参照）。公共駐車場の整備やアーケードの拡張など積極的な施策が行われている。
一方、JR線を挟んだ西側の地域は、高度成長期以降に水田を埋め立てて開発された比較的新しい市街地で、西加茂と呼ばれている。東側の旧市街に比べて道幅が広く、自動車でのアクセスがしやすいため、ロードサイドショップが多く立地する。
三条市や燕市、南蒲原郡田上町などと共に、上越新幹線燕三条駅と北陸自動車道三条燕ICを中心とした地域は経済的な繋がりが深い点から、これらを総称して「県央地域」と呼ぶ場合がある。
田上町とは国道403号線沿いに住宅地が連続しており、境界はほとんど判別できておらず、地域社会としても一体化している。なお、前市長の小池清彦は、矢祭町（福島県中通り地方）の「合併しない宣言」と同様に周辺市町村との合併を一切行わない事を政策とした（詳細は小池清彦#市町村合併に対する姿勢を参照）。

### 地形

#### 山地
主な山
- 加茂山
- 粟ヶ岳

#### 河川
主な川
- 加茂川
- 下条川
- 信濃川

### 人口
| |                                        |  |
| 加茂市と全国の年齢別人口分布（2005年） | 加茂市の年齢・男女別人口分布（2005年） |  |
| ■紫色 ― 加茂市 ■緑色 ― 日本全国 | ■青色 ― 男性 ■赤色 ― 女性              |  |
| 加茂市（に相当する地域）の人口の推移 \| 1970年（昭和45年） \| 37,890人 \| \| \| 1975年（昭和50年） \| 37,085人 \| \| \| 1980年（昭和55年） \| 36,705人 \| \| \| 1985年（昭和60年） \| 35,959人 \| \| \| 1990年（平成2年） \| 34,863人 \| \| \| 1995年（平成7年） \| 33,800人 \| \| \| 2000年（平成12年） \| 33,085人 \| \| \| 2005年（平成17年） \| 31,482人 \| \| \| 2010年（平成22年） \| 29,762人 \| \| \| 2015年（平成27年） \| 27,852人 \| \| \| 2020年（令和2年） \| 25,441人 \| \| |                                        |  |
| 総務省統計局 国勢調査より |                                        |  |
| 1970年（昭和45年） | 37,890人                               |  |
| 1975年（昭和50年） | 37,085人                               |  |
| 1980年（昭和55年） | 36,705人                               |  |
| 1985年（昭和60年） | 35,959人                               |  |
| 1990年（平成2年） | 34,863人                               |  |
| 1995年（平成7年） | 33,800人                               |  |
| 2000年（平成12年） | 33,085人                               |  |
| 2005年（平成17年） | 31,482人                               |  |
| 2010年（平成22年） | 29,762人                               |  |
| 2015年（平成27年） | 27,852人                               |  |
| 2020年（令和2年） | 25,441人                               |  |

国勢調査が開始された1920年（大正9年）時点の人口は17,253人であり、三条町（20,424人）、新発田町（17,813人）に次いで県内では6番目であった。

### 隣接している自治体・行政区
新潟県
- 新潟市（南区）
- 三条市
- 五泉市
- 南蒲原郡：田上町

## 歴史

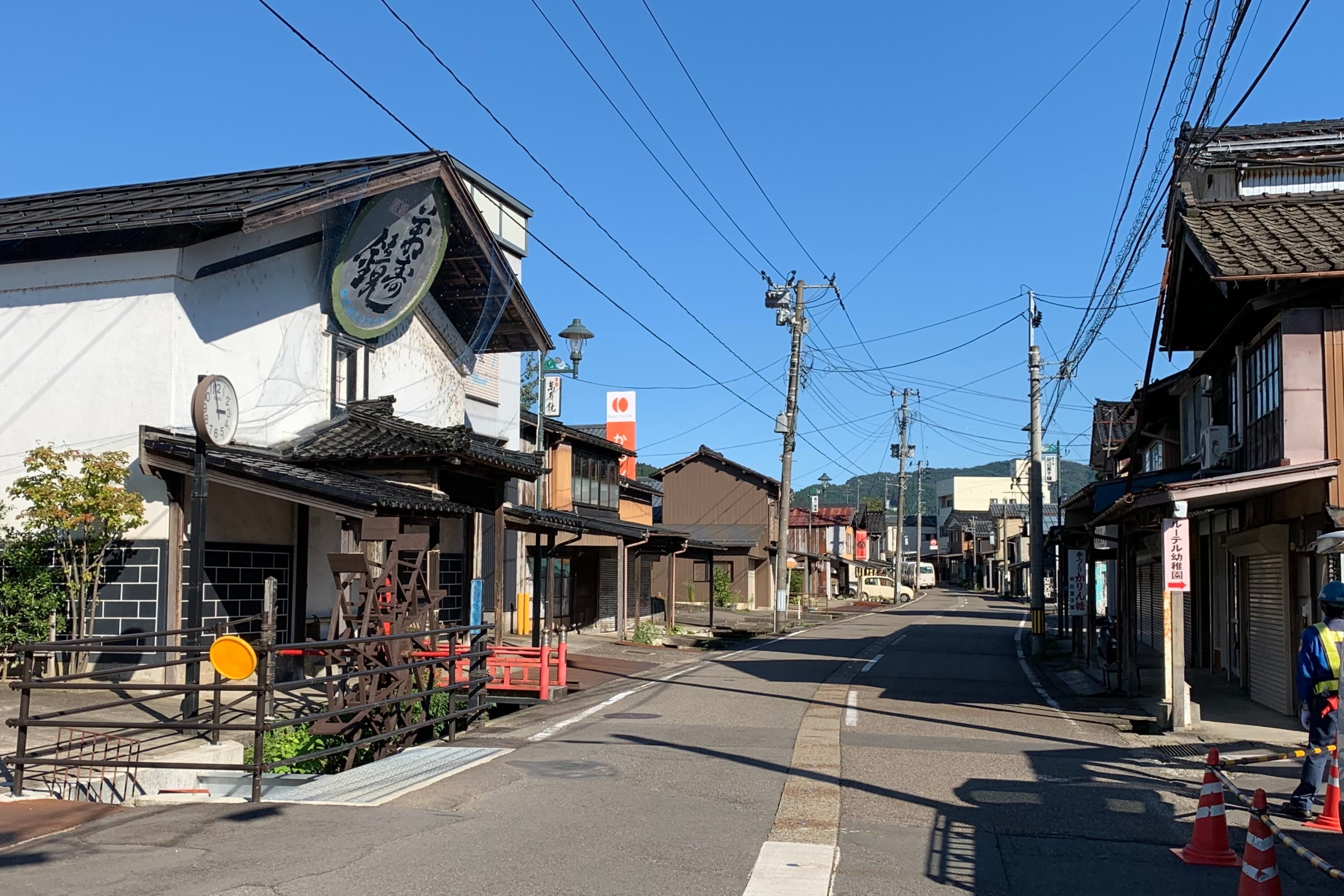
三国街道山通り 若宮町付近。道路沿いを流れる上江川には1980年代に水車が設置された。

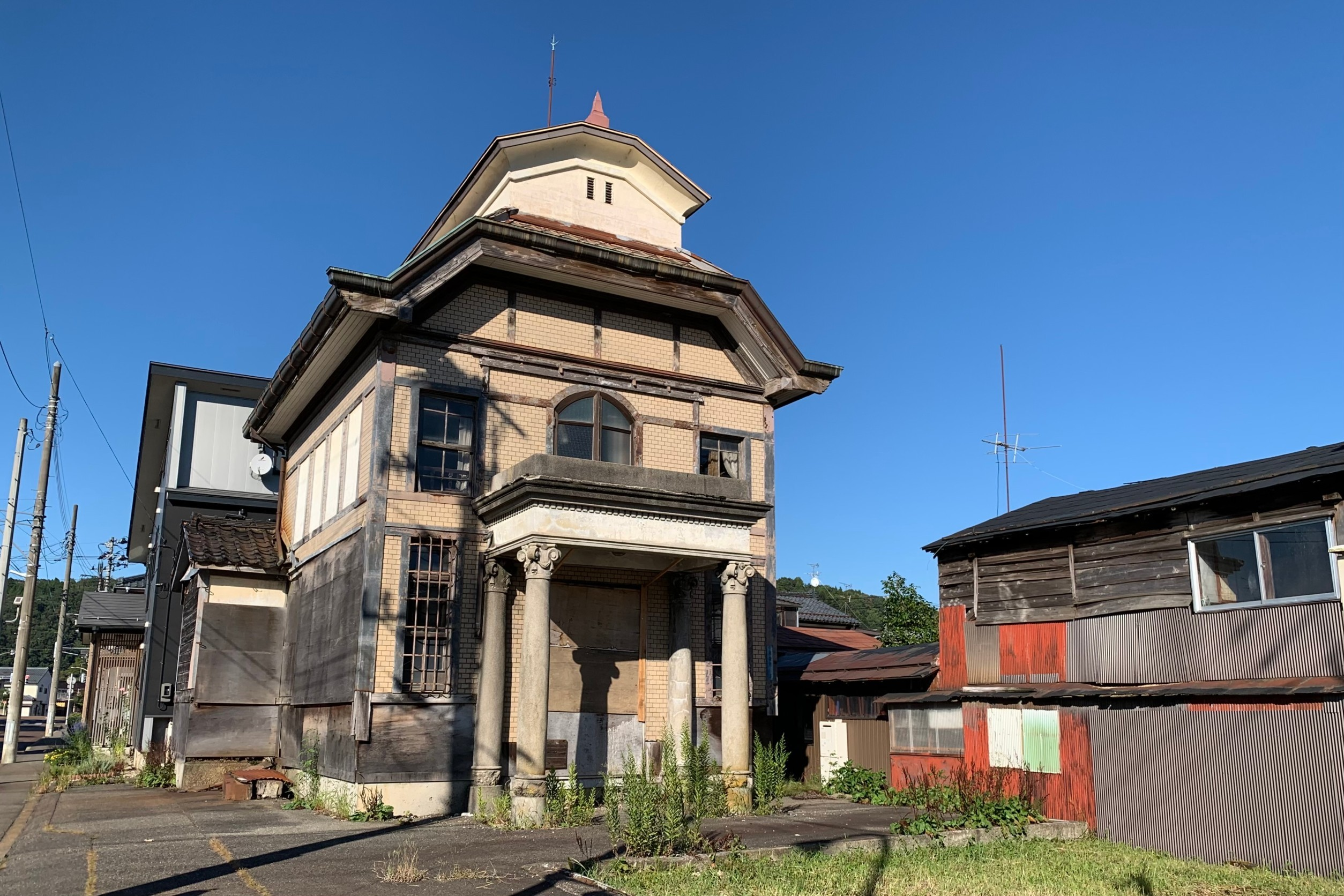
旧賀茂銀行

### 沿革
- 726年 - 青海神社が創建される。
- 794年 - 京都の賀茂神社の社領となる。このことから「加茂」と呼ばれるようになる。
- 1355年4月2日 - 中条茂資等の北朝方と、南朝方の河内氏等が陣峰にて戦う。
- 1545年4月24日 - 勅使として越後に派遣された勧脩寺大納言尚顕が青海神社に参向。
- 1570年 - 上杉氏家臣の早部甚甫守により要害城が築かれる。
- 1598年 - 上杉景勝の会津移封に伴い新発田藩の領地となる。新田開発が進む。
- 1658年 - 浅野三郎右衛門による加茂山の植林事業が始まる。1689年まで続いた。
- 1660年 - 浅野三郎右衛門が町割りを整備し六斎市を始める。
- 1695年 - 溝口重雄が矢立御神事場を献納し、舟行神事を中止する。加茂まつりが現在の形になる。
- 1828年11月12日 - 三条地震発生。地震の翌年、加茂矢立新田の斎藤真幸により著された『瞽女口説』が各地に広まる。
- 1868年5月22日 - 戊辰戦争に際し市川邸にて加茂軍議が行われる。
- 1873年 - 第2中学区私立第21番小学加茂校（現在の加茂市立加茂小学校）が開校する。
- 1878年9月21日 - 明治天皇が北陸巡幸に際し市川邸にて御昼餐を召される。
- 1889年4月1日 - 町村制施行によって南蒲原郡加茂町発足。
- 1897年11月20日 - 北越鉄道・沼垂 - 一ノ木戸間開通。加茂駅開設。
- 1901年11月1日 - 南蒲原郡加茂町と加新村、狭口村が合併し加茂町が存続。
- 1903年5月11日 - 新潟県立農林学校が開校する。
- 1906年 - 加茂町立図書館が開館する。
- 1923年4月17日 - 加茂町立加茂実科高等女学校が開校する。
- 1930年10月20日 - 蒲原鉄道線全線開通。加茂駅乗り入れ。
- 1954年3月10日 - 加茂町が南蒲原郡下条村を編入し、市制施行し加茂市となる。
- 1954年11月3日 - 中蒲原郡七谷村を編入。
- 1955年11月1日 - 中蒲原郡須田村を編入。
- 1961年9月16日 - 第二室戸台風により加茂山の大杉約200本が倒れる。勅使手植の欅や媼杉（ばばすぎ）もこの時に倒れる。
- 1969年8月11日 - 加茂川水害（昭和44年8月豪雨）発生。これを機に14年もの歳月をかけ加茂川の川幅拡張、橋の架け替えなどが行われた。
- 1974年8月20日 - 加茂市立民俗資料館が開館。
- 1985年3月31日 - 蒲原鉄道線・加茂 - 村松間廃線。

## 行政
- 市長：藤田明美（2019年5月10日就任、2期目）

### 歴代市長
特記なき場合「歴代市長」による。
| 代 | 氏名       | 就任                      | 退任                     | 備考 |
| -- | ---------- | ------------------------- | ------------------------ | ---- |
| 1  | 金田綱雄   | 1954年（昭和29年）3月10日 | 1963年（昭和38年）5月9日 |      |
| 2  | 吉田巌     | 1963年（昭和38年）5月10日 | 1975年（昭和50年）5月9日 |      |
| 3  | 皆川良ニ   | 1975年（昭和50年）5月10日 | 1987年（昭和62年）5月9日 |      |
| 4  | 太田大三郎 | 1987年（昭和62年）5月10日 | 1995年（平成7年）5月9日  |      |
| 5  | 小池清彦   | 1995年（平成7年）5月10日  | 2019年（令和元年）5月9日 |      |
| 6  | 藤田明美   | 2019年（令和元年）5月10日 | 現職                     |      |

## 議会

### 加茂市議会
- 定数：15人
- 任期：2023年5月1日 - 2027年4月30日[5]
- 議長：白川克広
- 副議長：三沢嘉男

### 新潟県議会
- 選挙区：加茂市南蒲原郡選挙区
- 定数：1人
- 任期：2019年4月30日 - 2023年4月29日
- 投票日：2019年4月7日
- 当日有権者数：33,718人
- 投票率：45.47％

| 候補者名 | 当落 | 年齢 | 党派名 | 新旧別 | 得票数  |
| -------- | ---- | ---- | ------ | ------ | ------- |
| 保坂裕一 | 当   | 58   | 無所属 | 新     | 8,832票 |
| 荒井信行 | 落   | 58   | 無所属 | 新     | 3,008票 |
| 坂上時平 | 落   | 68   | 無所属 | 新     | 2,953票 |

### 衆議院
- 選挙区：新潟4区（新潟市の一部、長岡市の一部、三条市、加茂市、見附市、南蒲原郡）
- 任期：2021年10月31日 - 2025年10月30日
- 投票日：2021年10月31日
- 当日有権者数：307,471人
- 投票率：64.17％

| 当落 | 候補者名   | 年齢 | 所属党派   | 新旧別 | 得票数   | 重複 |
| ---- | ---------- | ---- | ---------- | ------ | -------- | ---- |
| 当   | 菊田真紀子 | 52   | 立憲民主党 | 前     | 97,494票 | ○    |
| 比当 | 国定勇人   | 49   | 自由民主党 | 新     | 97,256票 | ○    |

## 施設

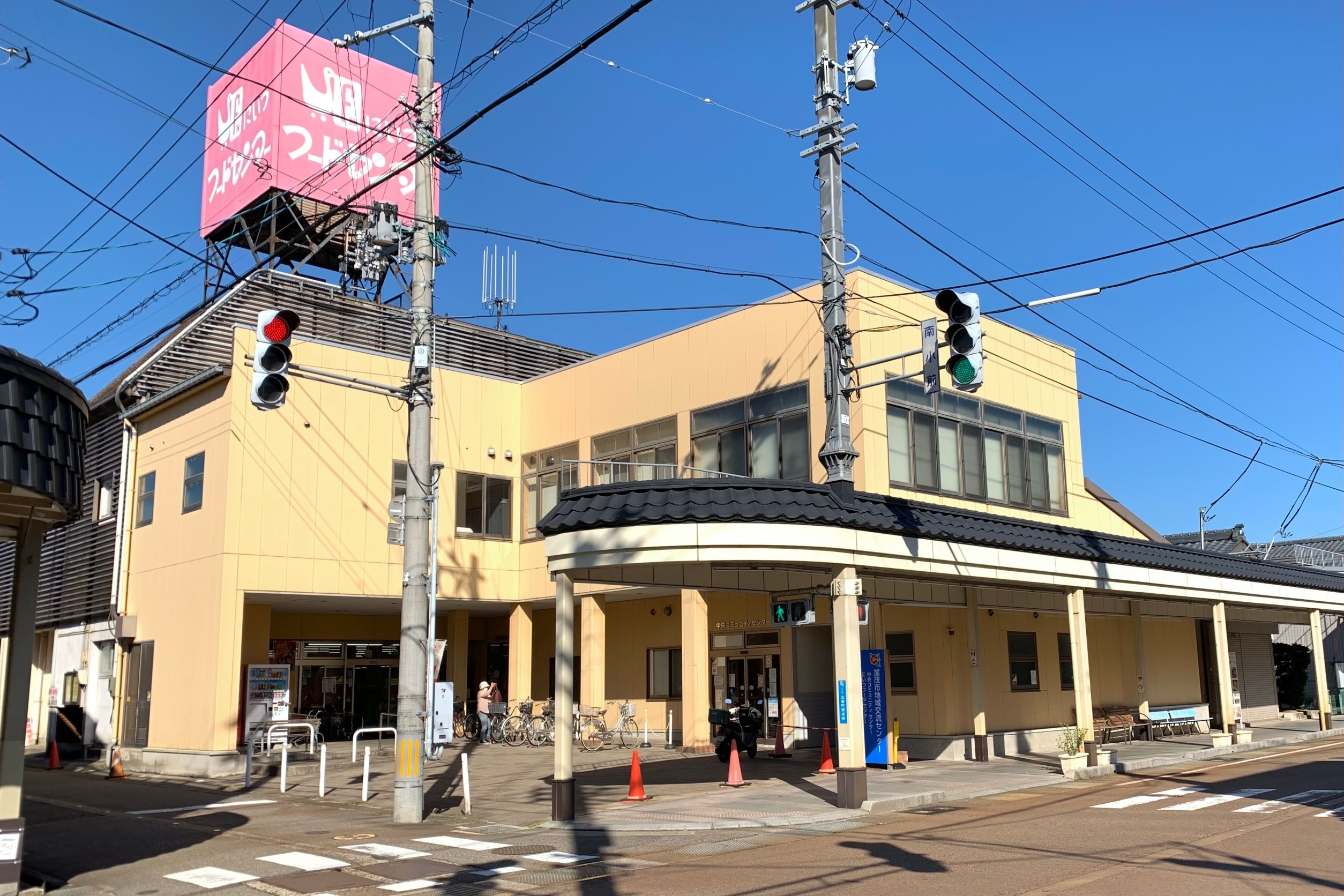
加茂市地域交流センター

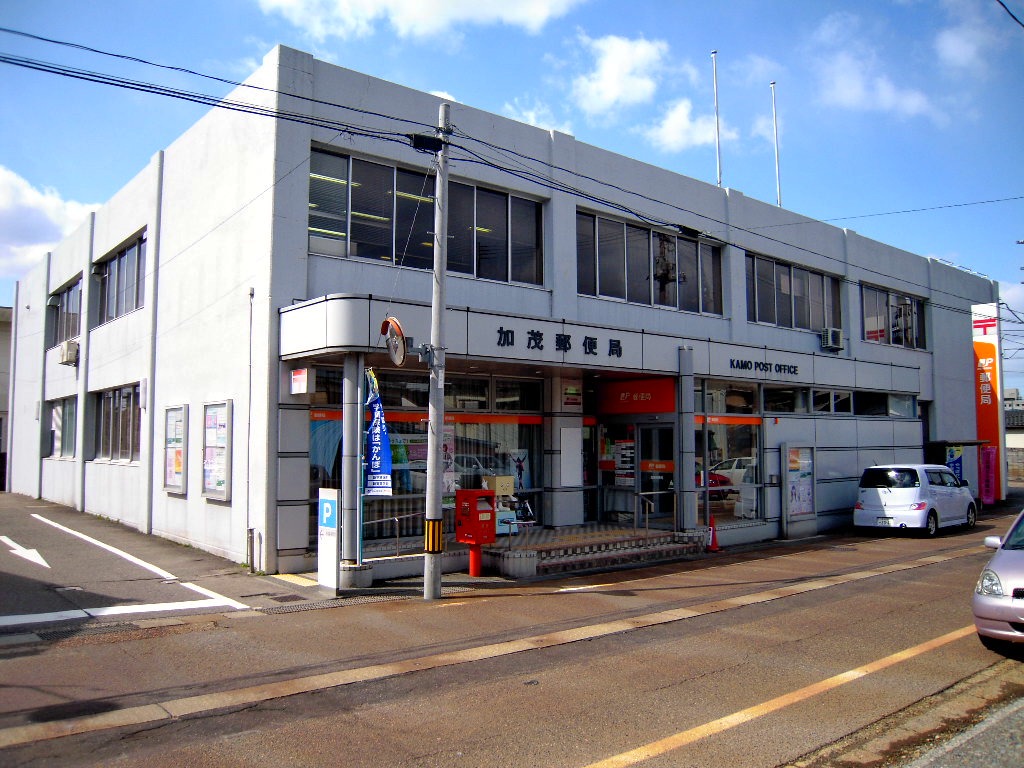
加茂郵便局

### 警察
- 新潟県加茂警察署
  - 加茂駅前交番
  - 田上交番
  - 黒水駐在所
  - 狭口駐在所
  - 下条駐在所
  - 加茂新田駐在所
  - 須田駐在所

### 消防
本部
- 加茂地域消防本部

主な消防署
- 加茂消防署

### 医療
主な病院
- 新潟県立加茂病院

### 郵便
- 加茂郵便局（集配局）
- 加茂上条郵便局
- 七谷郵便局
- 加茂駅前郵便局
- 西加茂郵便局
- 下条簡易郵便局
- 須田簡易郵便局

### 文化施設

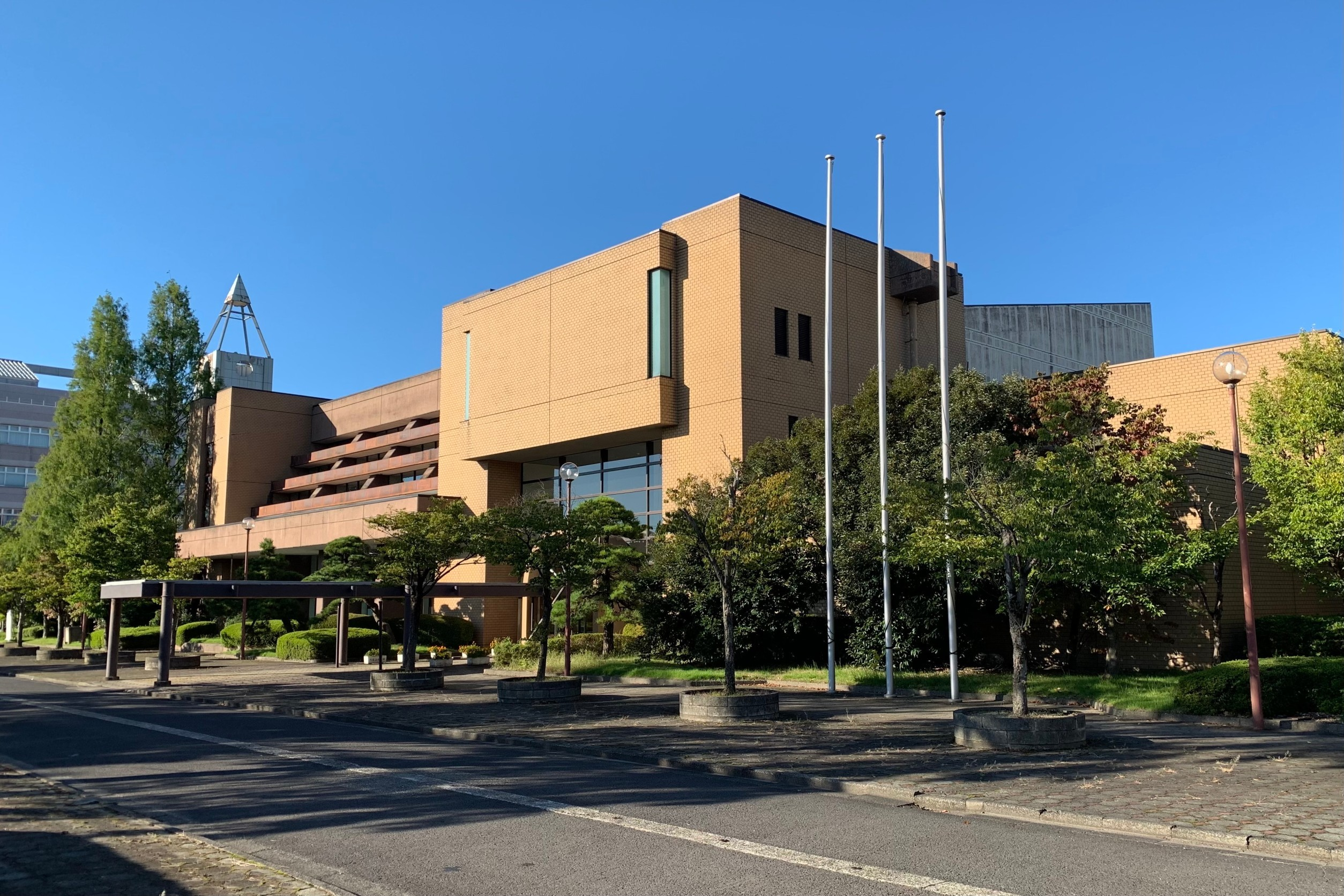
加茂文化会館

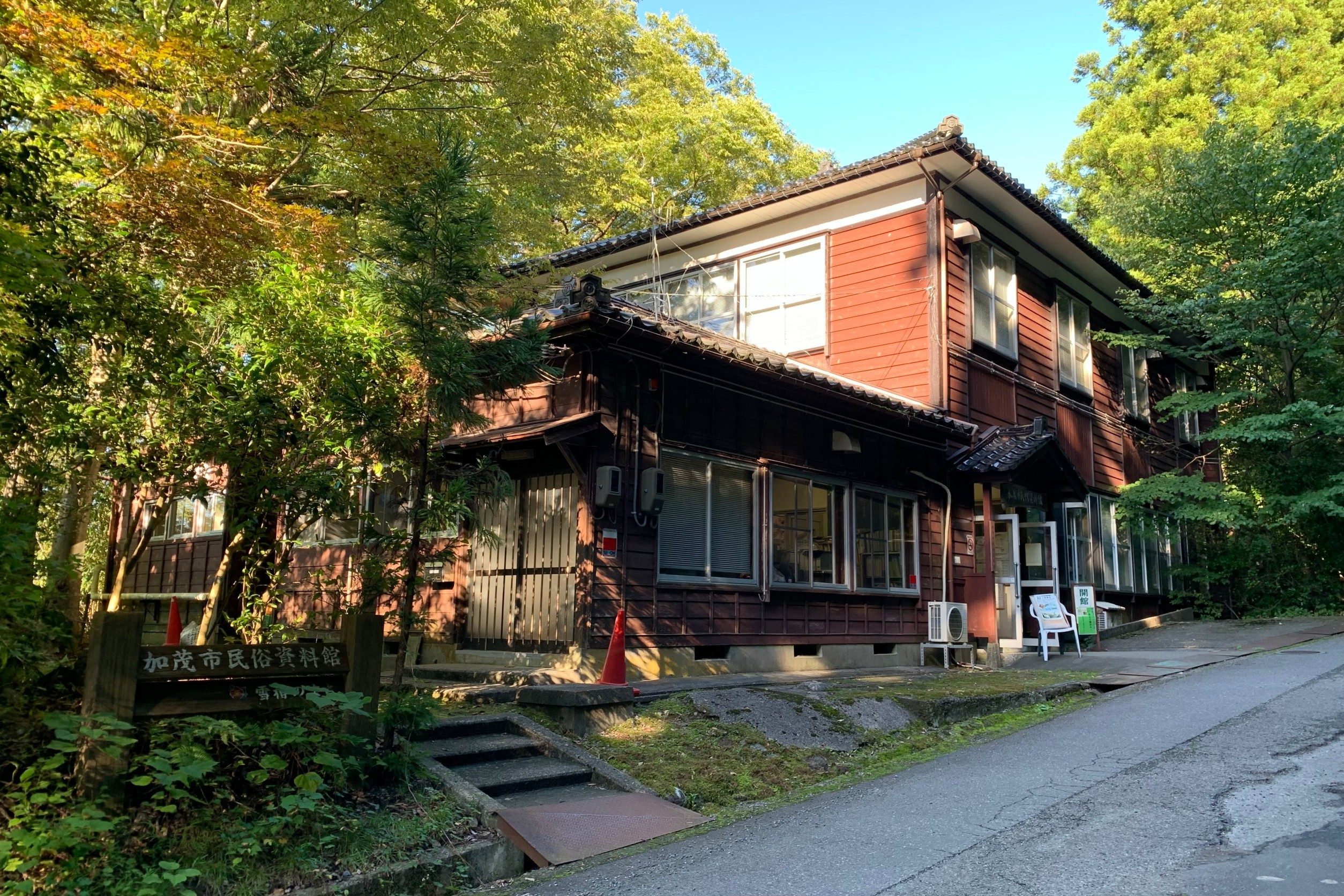
加茂市民俗資料館（加茂山公園内）

主な図書館
- 加茂市立図書館
- 新潟経営大学図書館
- 新潟中央短期大学図書館

博物館･資料館
- 加茂市民俗資料館

### 運動施設
主な運動施設
- 加茂市民体育館
- 加茂市陸上競技場
- 川西野球場
- 七谷野球場

## 対外関係

### 姉妹都市･提携都市

#### 海外
姉妹都市
- コムソモリスク・ナ・アムーレ（ロシア連邦 ハバロフスク地方）
1991年（平成3年）8月8日 姉妹都市提携
- 淄博市（しはくし)（中華人民共和国 山東省）
1993年（平成5年）10月21日 姉妹都市提携

#### 国内
提携都市
- 大島町（東京都）
1968年（昭和43年）4月21日友好都市提携

その他
- 小京都
「北越の小京都」「越後の小京都」として全国京都会議に加盟している。

## 経済

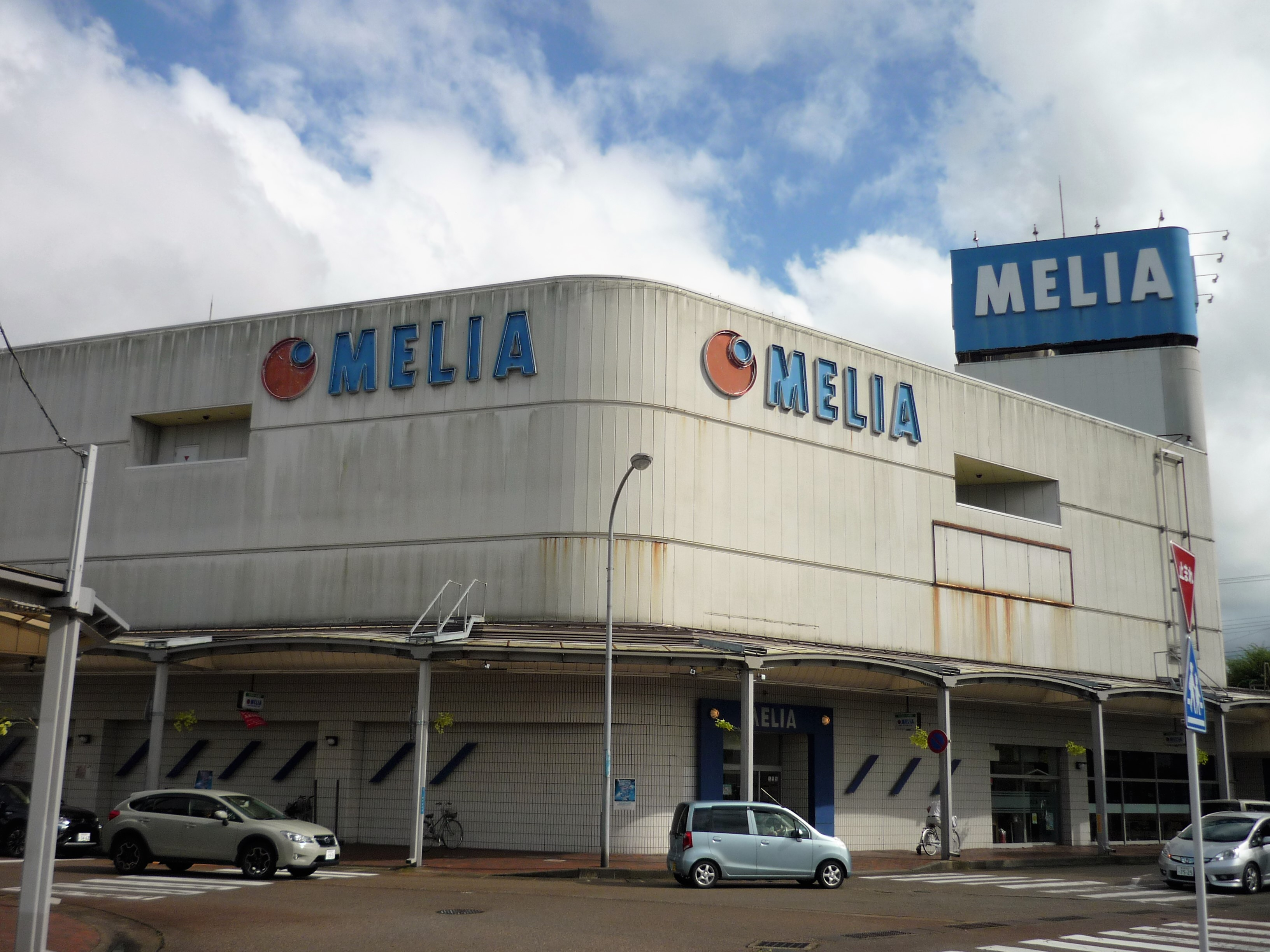
加茂ショピングパーク「Melia」

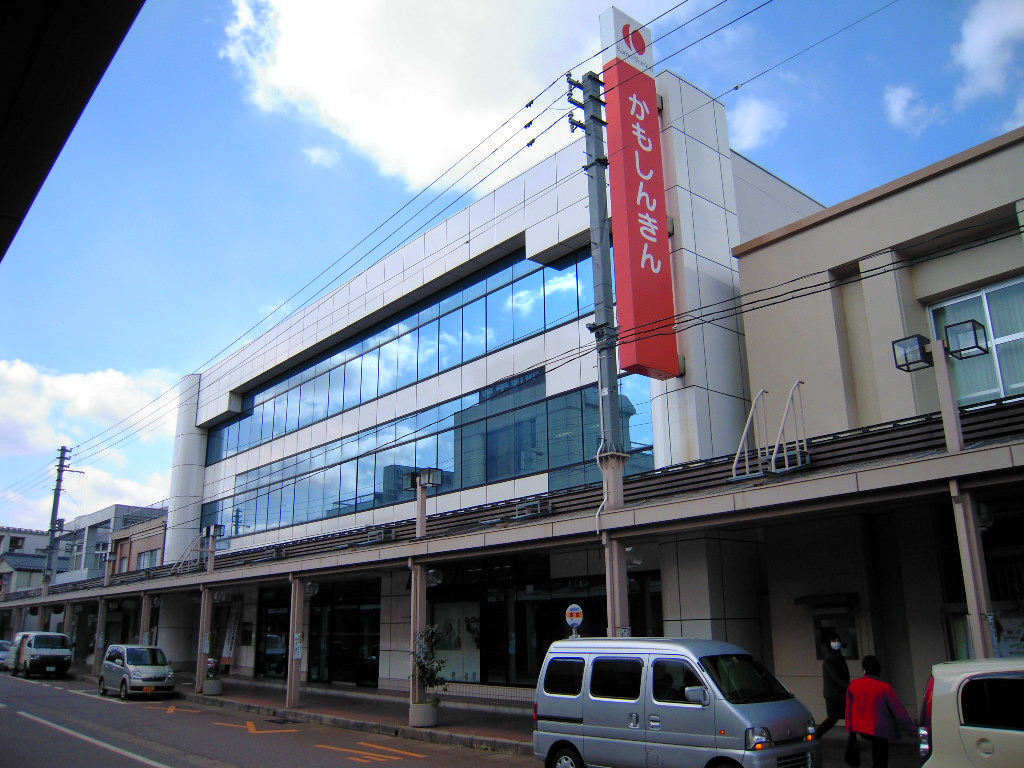
加茂信用金庫本店

### 伝統産業
古くから木工が盛んであり、特に桐箪笥は1976年に「加茂桐箪笥」として経済産業大臣指定伝統的工芸品に指定され、全国生産量の70％を占める。このほかにも屏風や建具の生産が盛ん。
明治期から昭和初期にかけては木工に加えて繊維産業が主力産業となり、1935年（昭和10年）の生産額は約450万円と、五泉、見附、栃尾に次いで県内4番目であった。なかでも「加茂縞」は農作業着や仕事着としての需要があり、県内外に販路が広がっていた。
七谷地区では古くから和紙「加茂紙」の生産が行われ、平成初期にいったん途絶えたものの、その後復活に向けた動きがある。

### 鉱業
七谷地区の小乙川流域では江戸時代中期から明治初め頃まで鉛の採掘が行われていた。

### 農業
信濃川沿岸では和梨や桃、洋梨といった果樹の栽培が盛んである。平野部は水田単作地帯で、コシヒカリが多く栽培されている。

### 商業
市場
- 4と9のつく日（市日）には市場が開かれていて、300年以上の歴史をもつ[13][14]。

主な商業施設
- 加茂ショピングパークMelia

### 市内に拠点を置く企業
- アドレック　本社
- 加茂信用金庫　本店
- 笹菊薬品　本社
- 東芝ホームテクノ　本社
- 日立ニコトランスミッション　加茂事業所（前身の新潟コンバーターの創業地）

### 金融機関（預貯金取扱金融機関）
- 第四北越銀行 3支店
- 大光銀行 1支店
- 加茂信用金庫 4本支店
- 三条信用金庫 1支店
- 協栄信用組合 1支店
- 新潟県労働金庫 1支店
- えちご中越農業協同組合 1支店

## 教育

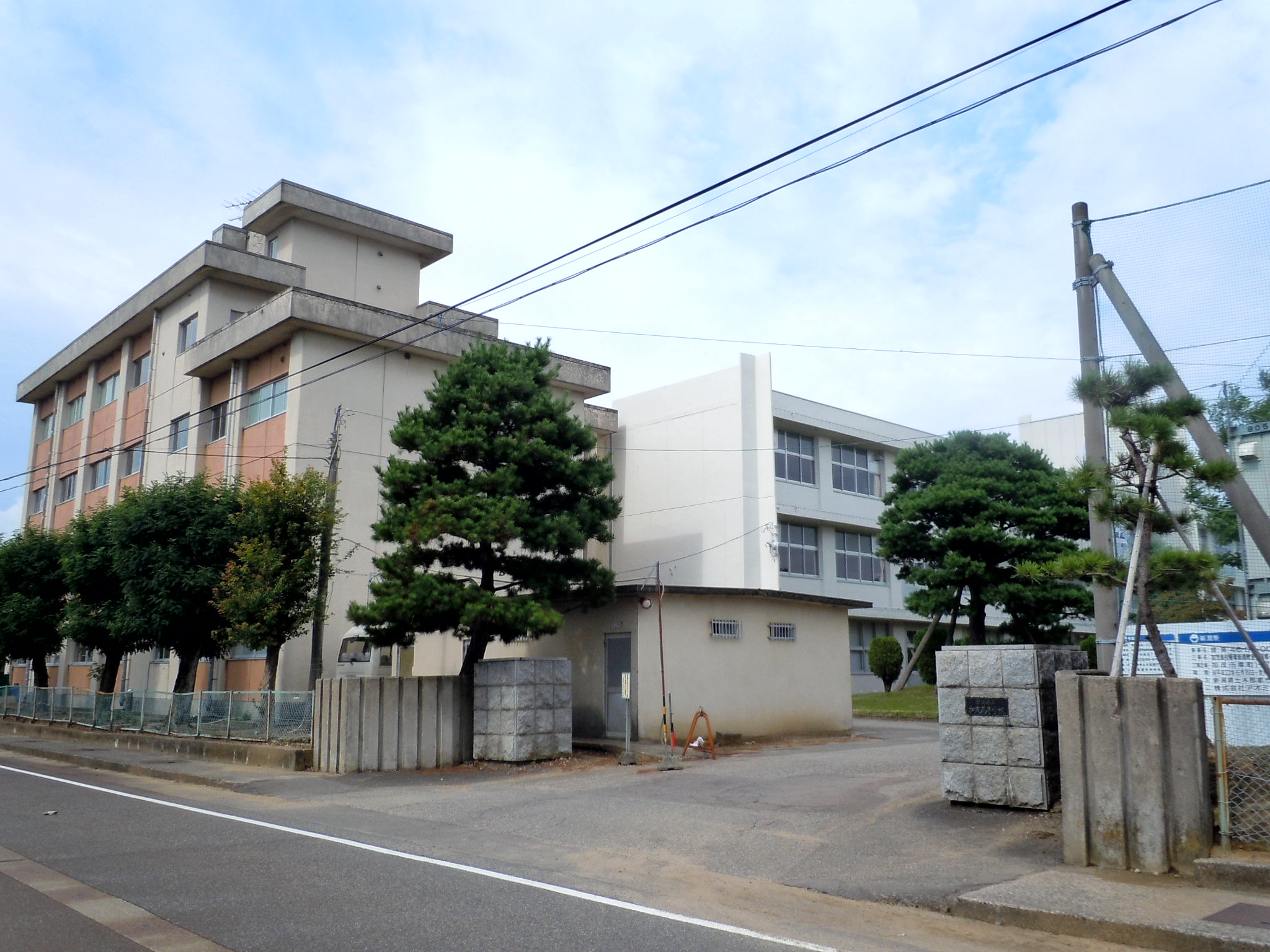
加茂高等学校

### 大学・短期大学
私立
- 新潟経営大学
- 新潟中央短期大学

### 高等学校
県立
- 新潟県立加茂高等学校
- 新潟県立加茂農林高等学校

私立
- 加茂暁星高等学校

### 中学校
市立
- 加茂市立加茂中学校
- 加茂市立葵中学校
- 加茂市立若宮中学校
- 加茂市立七谷中学校
- 加茂市立須田中学校

### 小学校
市立
- 加茂市立加茂小学校
- 加茂市立加茂南小学校
- 加茂市立加茂西小学校 - 2022年閉校。
- 加茂市立石川小学校
- 加茂市立七谷小学校
- 加茂市立須田小学校
- 加茂市立下条小学校

## 交通

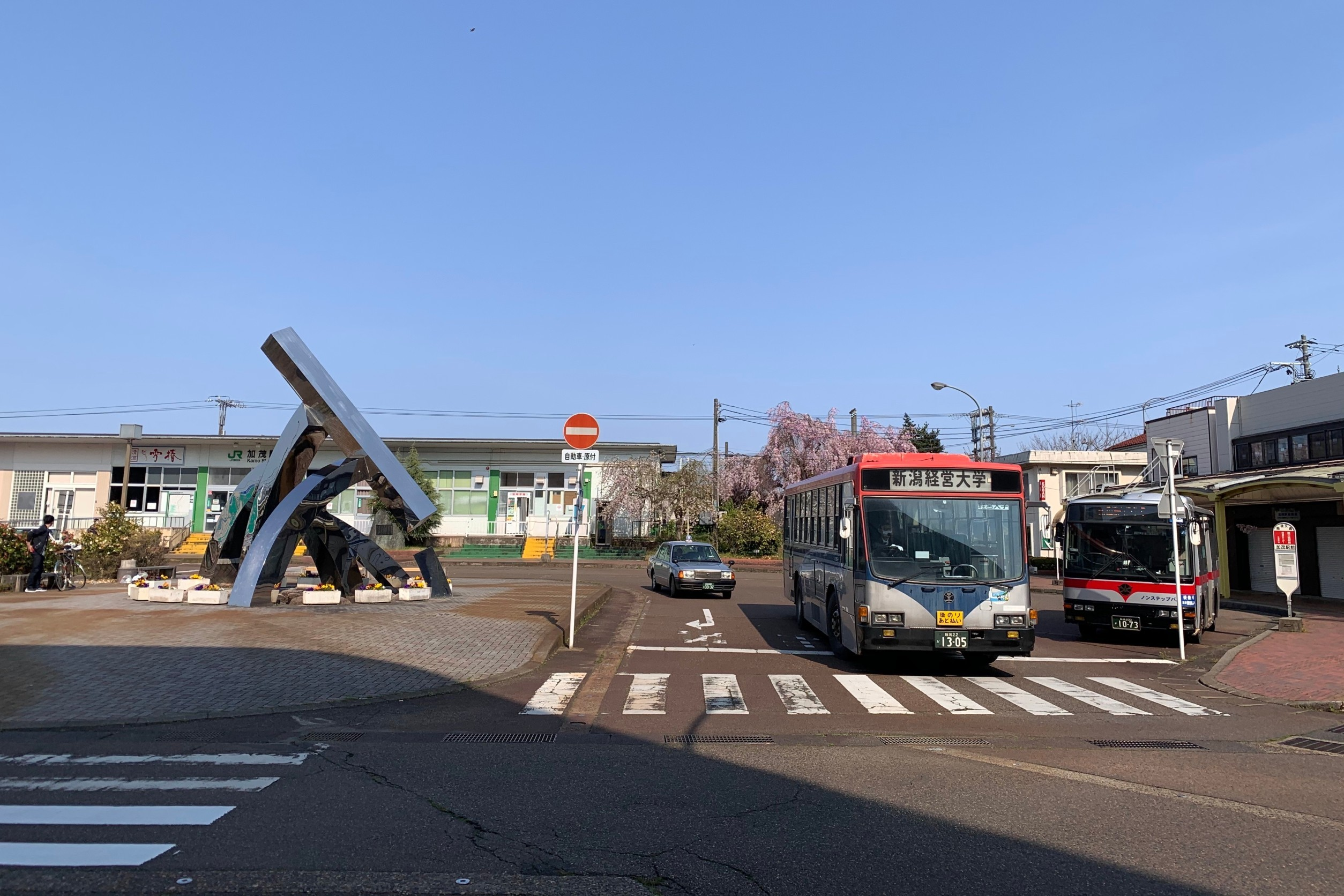
加茂駅と路線バス（2020年4月）

### 鉄道路線
市域はJR信越本線の沿線となっており、市内には加茂駅がある。
東日本旅客鉄道（JR東日本）
- 信越本線
  - 加茂駅

かつては蒲原鉄道線が乗り入れていたが、1985年に廃止され、現在は市民バスが廃線跡付近を走行する。

### 路線バス

県央地域東部のバス路線図。

- 新潟交通観光バス - 田上町方面や新潟市南区・西蒲区方面と市内を結ぶ路線を運行[15]。
- 越後交通 - 三条市・燕市方面と市内を結ぶ路線を運行[15]。

かつては蒲原鉄道グループによる路線もあった（詳細は蒲原鉄道#路線の変遷を参照）。

### 加茂市営市民バス

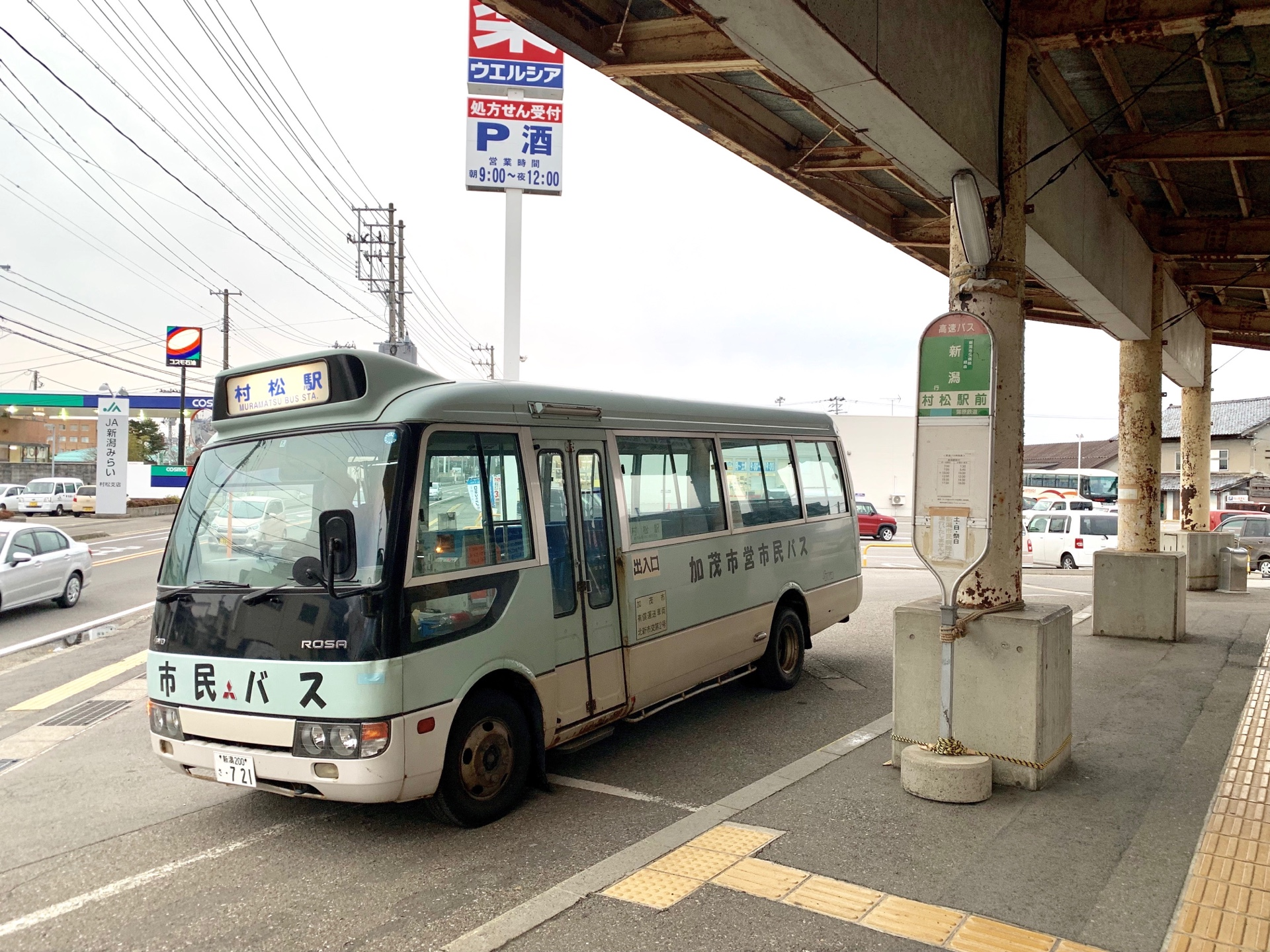
加茂市営市民バス（2019年3月、村松駅にて）

市域の大部分で運行しているコミュニティバスで、2022年からは愛称「かもんバス」が付与された。一部路線は市境を越えて五泉市（旧村松町）や新潟市南区にも乗り入れる。

#### 加茂市営市民バスの沿革
七谷方面の路線は2003年8月、蒲原鉄道のバス路線が採算悪化により朝夕など一部便を除いて廃止されることとなったため、それを転換する形で運行開始。
須田方面の路線は2007年8月、新潟交通観光バスの新飯田線を転換する形で運行開始。もともと新潟交通からは廃止ではなく減便の意向が出ていたが、これに対し市側が、同社への補助金を増やして本数維持をお願いするよりも全便を市民バスに転換したほうが安上がりと判断したため、この形となった。転換にあたっては、減便ではなくむしろ増便が行われる形となった。
2014年12月には新路線「長福寺～希望ヶ丘線」が、2017年12月には新路線「猿毛ー西加茂西部線」がそれぞれ運行開始した。
その後は小池市政から藤田市政への転換もあり、改革路線が進んだ。2021年秋には、市民バスの路線網・運賃が全面的に見直され、全時間帯運行の基幹バス「須田線」「七谷線」と、早朝のみ運行の「早朝バス」、後述の乗合タクシーに再編された。当初は実証運行とされ、2022年11月から本格運行とされた。これによって五泉市内への乗り入れは早朝便のみとなった。再編前の2020年1月時点で、五泉市内停留所での乗降は上下全便合わせても1日平均で村松線2.4人、戸倉線0.2人であった。

### 乗合タクシー「かもんタクシー」
市内全域に運行エリアが設定されたデマンド型交通で、8時から18時まで1時間毎に運行便が設定されている。NCE（県内の建設コンサルタント会社）やNTTドコモ、電脳交通、市内タクシー会社の協力によって2021年10月に運行開始し、2022年初頭時点では1日平均で平日40人、休日18人ほどの利用がある。配車システムは電脳交通の「公共タクシー配車システム」が活用される。

### 道路

#### 高速道路
市内に高速道路のICは無い。最寄りのICは北陸自動車道三条燕IC、巻潟東IC、磐越自動車道新津IC、安田ICなど。

#### 一般国道
- 国道290号
- 国道403号
  - 三条北バイパス

#### 主要地方道
- 新潟県道1号新潟小須戸三条線
- 新潟県道9号長岡栃尾巻線

#### 一般県道
- 新潟県道137号天神林上条線
- 新潟県道141号白根黒埼線
- 新潟県道226号出戸村松線
- 新潟県道244号宮寄上加茂線
- 新潟県道497号加茂停車場線

### 水上交通
明治期には信濃川の川蒸気（蒸気船）が加茂新田に寄港していた。

## 観光

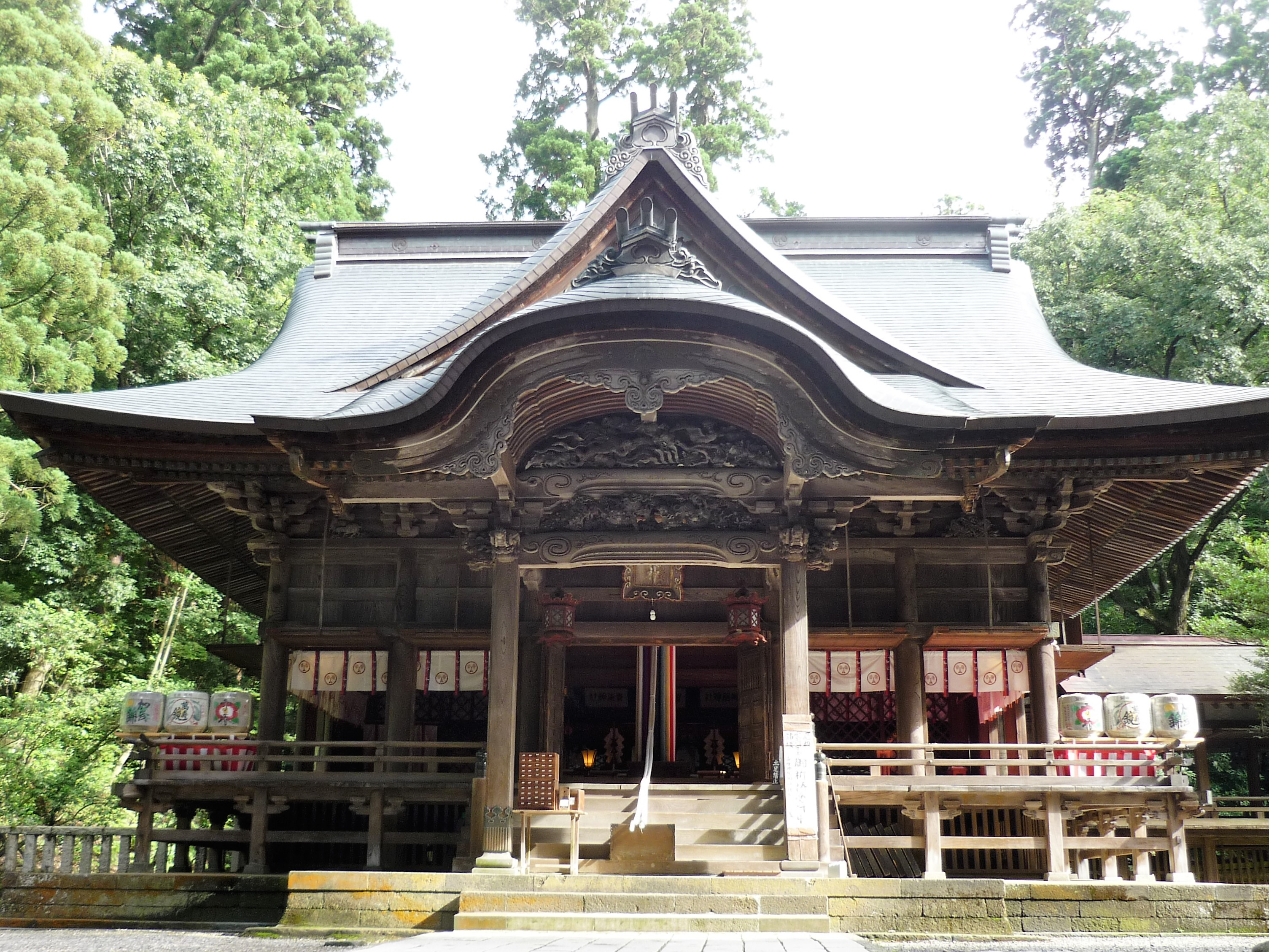
青海神社

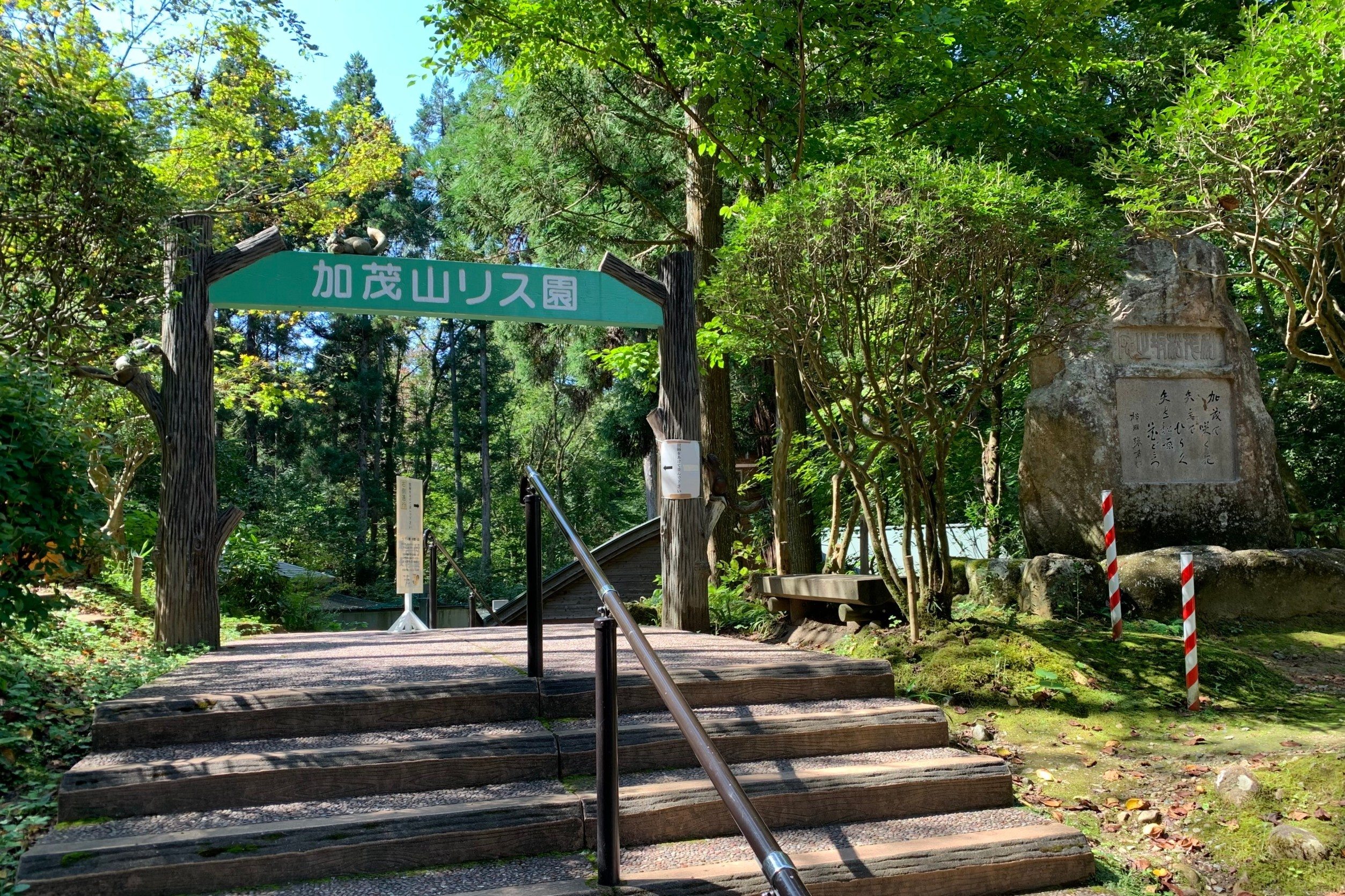
加茂山公園のリス園

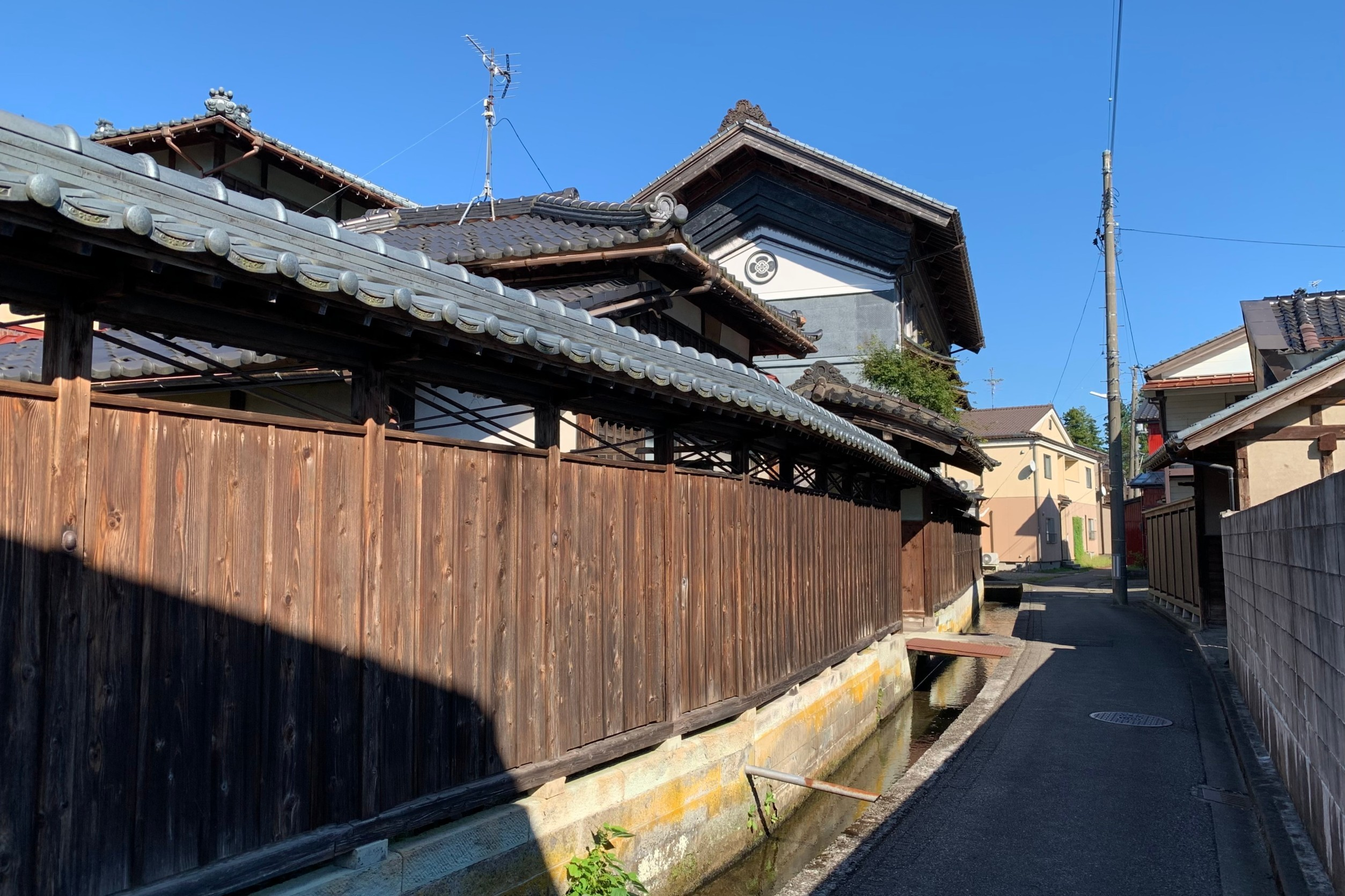
江川沿いの古くからのまちなみ（2021年9月）

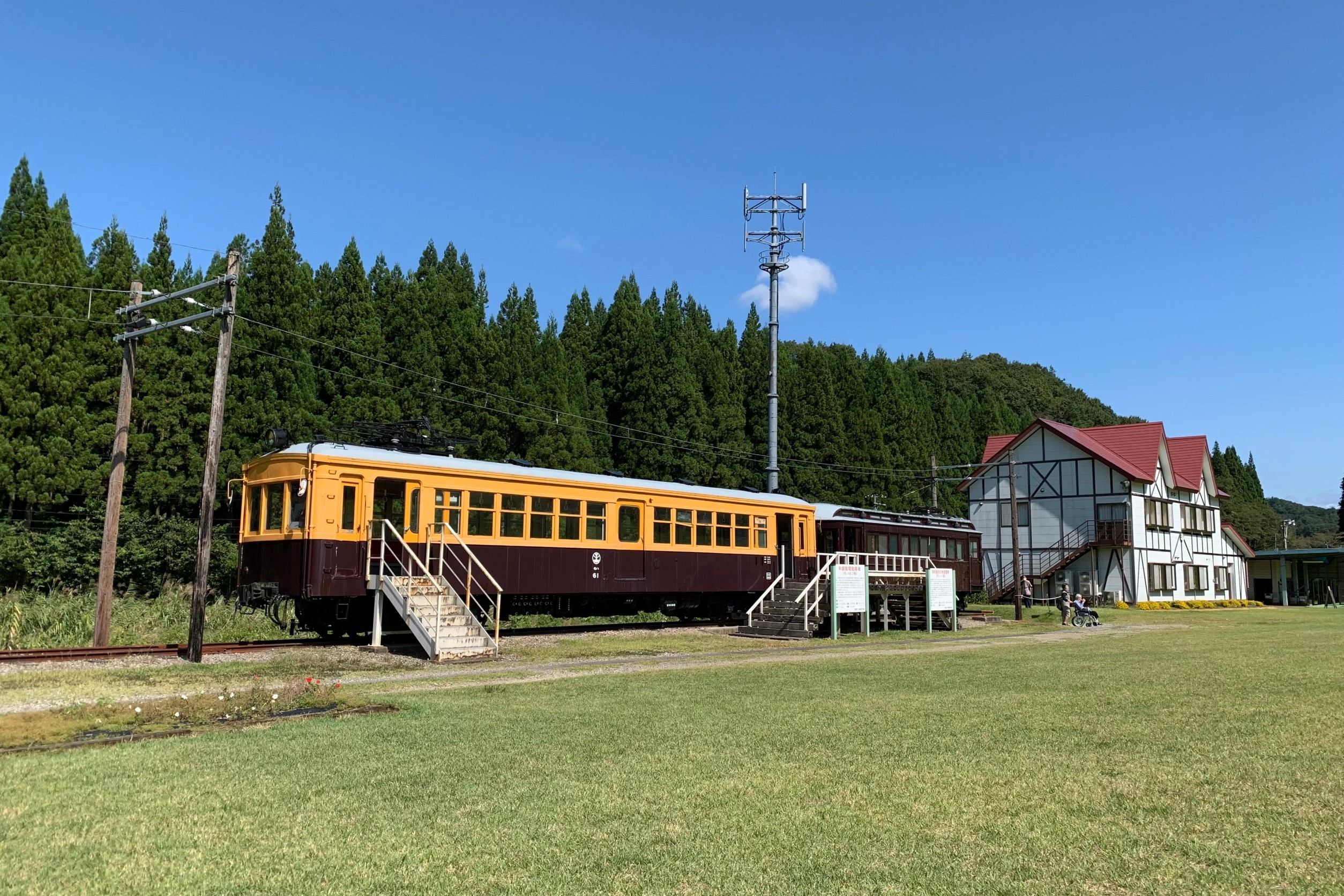
冬鳥越スキーガーデンに保存された蒲原鉄道の電車

市Webサイト：「観光・文化（加茂市）」

### 名所・旧跡
主な城郭
- 加茂城

主な寺院
- 廣圓寺[29]
- 耕泰寺 - Appleの設立者であるスティーブ・ジョブズが、1980年代に禅の修行で訪れたことのある寺院。
- 双璧寺
- 大昌寺
- 法音寺
- 本量寺 - 別名：加茂城

主な神社
- 青海神社
- 長瀬神社

### 観光スポット
- 加茂山公園
市街地近傍に位置する「加茂山」一帯の公園。公園内にはユキツバキの群生地があるほか、加茂山リス園、青海神社がある。
- 加茂美人の湯
1998年に温泉湧出に成功したことを受けて市が建設し、2002年11月に営業開始した日帰り温泉施設である[30]。
- 粟ヶ岳県民休養地
加茂川の上流部。ここには2つのダム湖があり、それぞれ「第一/第二水源池」と呼ばれている。名前の通り実際に上水道に用いられている。
- 冬鳥越スキーガーデン
蒲原鉄道で使われた県内最古の木造電車モハ1形（市指定文化財）をはじめとする車両が静態保存されており、車内を見学できる。
- 下条川ダム
釣りではヘラ鮒、春は桜も楽しめる[31]。

## 文化・名物

### 祭事・催事
- 加茂川を泳ぐ鯉のぼり（4月中旬〜5月上旬）
- 青海神社 加茂まつり（5月）

このほかの祭事については「加茂のお祭り（加茂市）」を参照。

### 名産・特産
#伝統産業で前述したように、桐箪笥や屏風、建具が特産となっている。
明治期にマカロニの量産に国内で初めて成功した地でありそれに因んだ商品が生まれている。
- 市内の酒蔵と主な銘柄
  - 加茂錦酒造「加茂錦」
  - マスカガミ「萬寿鏡」「蔵之主」「甕覗」
  - 雪椿酒造「越乃雪椿」

## 出身・関連著名人
- 坪谷善四郎（出版人、政治家）
- 近藤亨（農学者、ネパール・ムスタン地域開発協力会理事長）
- 小池清彦（元加茂市長、元防衛庁防衛研究所長）
- 藤田明美（加茂市長）
- 泉田裕彦（元新潟県知事、衆議院議員）
- 山口京子(埼玉県蓮田市長)
- 菊田真紀子（衆議院議員）　※出生地は群馬県藤岡市
- 乙川弘文（僧侶）
- 牛腸茂雄（写真家）
- 樋口可南子（女優）
- 川口信男（元プロサッカー選手。現FC東京普及部コーチ）　※三条市出身となっているが、出生地は加茂市。
- 高橋冬樹（ZERO-ONE所属プロレスラー）
- 若林舞衣子（プロゴルファー）
- 高橋竜平（プロボクサー）
- 西村元貴（男優）
- 阿部恒（アニメーター、アニメ監督）
- 横山天音（タレント）